# Nadzor cestnega prometa
Nadzor cestnega prometa vključuje usmerjanje prometa in pešcev okrog gradbišča, v primeru nesreče in drugih motenj na cesti, s čimer se zagotovi varnost skupin za ukrepanje ob nesrečah, gradbenih delavcev in ostalih udeležencev.
Nadzor prometa vključuje tudi uporabo video kamer in drugih sredstev za nadzor prometa, ki jih uporabljajo lokalne ali državne oblasti za upravljanje prometnih tokov in svetovanje pri prometnih zastojih. Kontrolorji prometa (KP) so znani kot 'moški lizika' (običajno se to ime nanaša le na kontrolorje v bližini šol, ki pomagajo učencem pri prehodu čez cesto) zaradi videza njihovega Stop/Počasi znaka, znanega tudi kot 'Stop palica'.